# Nesterův palác
Nesterův palác je palác v Bratislavě v části Staré Město na Hviezdoslavově náměstí. Nechal jej postavit Josef von Nester v roce 1856 architektem Ignácem Feiglerem.
Palác se nachází u bývalé promenády. Jeho fasáda je zpestřená tympanonem, balkon je podepřen sochami faunů, které jsou údajně dílem bratislavského sochaře A. Brandla. Brandlovi jsou připisovány též kamenné reliéfy pod okny prvního poschodí na severní a východní fasádě, které jsou pravděpodobně až druhotné.
Po první světové válce byl původně obytný palác používán jako administrativní budova, získala jej Slovenská akademie věd. V 80. letech 20. století byl palác výrazně přestavěn, přičemž byla kvalitně obnovena fasáda, jinak se ovčem nezachovalo nic původního. Dnes v Nesterově palácí sídlí velvyslanectví Spolkové republiky Německo.